# Henry Armetta
Henry Armetta (Palermo, 4 luglio 1888 – San Diego, 21 ottobre 1945) è stato un attore italiano naturalizzato statunitense.
Apparve in quasi 150 film, a partire dall'epoca del muto (verso il 1915) fino a terminare nel 1945, anno della sua morte.

## Biografia
Armetta nacque a Palermo, in Sicilia, il 4 luglio 1888, con il nome di Enrico Armetta. All'età di quattordici anni, lui e la famiglia si trasferirono negli Stati Uniti. Appena arrivato, Armetta cominciò a lavorare come sarto a New York. In seguito, entrato nel mondo del teatro, ottenne una parte nella pièce teatrale A Yankee Consul, da parte dell'appena conosciuto Raymond Hitchcock, noto attore di vaudeville.
Armetta si trasferì a Hollywood nel 1920 e ottenne diversi ruoli teatrali di tipico personaggio italiano come barbiere, droghiere o proprietario di ristorante. In seguito, entrò nel mondo del cinema ed apparve in alcuni film muti. Con l'arrivo del sonoro, Armetta venne chiamato per interpretare il ruolo di Matteo nel film Fra Diavolo (1933), con Stan Laurel e Oliver Hardy; in quello stesso anno, recitò con Buster Keaton nel film Viva la birra.
Nel 1938 apparve in Viva l'allegria, con Judy Garland, Allan Jones e Fanny Brice. Nel 1941 interpretò il ruolo di padre di una grande famiglia italiana venditrice di letti in Il bazar delle follie, commedia con i Fratelli Marx.
Col passare degli anni il fisico di Armetta s'indebolì sempre più, come fu evidente nelle sue ultime apparizioni nel 1945, come in Due marinai e una ragazza (Canta che ti passa). Morì in quello stesso anno per infarto, a San Diego, California, lasciando la moglie e tre figli.
Armetta venne sepolto nel  Cimitero della Santa Croce a Culver City, California.

## Filmografia parziale
- The Nigger, regia di Edgar Lewis (1915)
- The Plunderer, regia di Edgar Lewis (1915)
- The Marble Heart, regia di Kenean Buel (1916)
- The Eternal Sin, regia di Herbert Brenon (1917)
- The Jungle Trail, regia di Richard Stanton (1919)
- The Face at Your Window, regia di Richard Stanton (1920)
- Fantômas, regia di Edward Sedgwick (1920)
- The Silent Command, regia di J. Gordon Edwards (1923)
- The Desert's Price, regia di W. S. Van Dyke (1925)
- Girls, regia di Eugene Forde (1927)
- The Missing Link, regia di Charles Reisner (1927)
- Settimo cielo (7th Heaven), regia di Frank Borzage  (1927)
- Passione di principe (Paid to Love), regia di Howard Hawks (1927)
- Four A.M., regia di William M. Conselman (1928)
- Capitan Barbablù (A Girl in Every Port), regia di Howard Hawks (1928)
- L'angelo della strada (Street Angel), regia di Frank Borzage (1928)
- Primo amore (Lonesome), regia di Pál Fejös (1928)
- La danzatrice rossa (The Red Dance), regia di Raoul Walsh (1928)
- L'eroe del velocipede (Homesick), regia di Henry Lehrman (1928)
- Notte di tradimento (In Old Arizona), regia di Irving Cummings (1928)
- La canzone del cuore (Lady of the Pavements), regia di David W. Griffith (1929)
- Madame X, regia di Lionel Barrymore (1929)
- Half Marriage, regia di William J. Cowen (1929)
- Jazz Heaven, regia di Melville W. Brown (1929)
- L'intrusa (The Trespasser), regia di Edmund Goulding (1929)
- Il sorriso della vita (Sunnyside Up), regia di David Butler (1929)
- La crociera del folle (The Ship from Shanghai), regia di Charles Brabin  (1930)
- Notte di peccato (A Lady to Love), regia di Victor Sjöström (1930)
- Come rubai mia moglie (The Girl Said No), regia di Sam Wood (1930)
- Ombre e luci (The Sins of the Children), regia di Sam Wood (1930)
- Romanzo (Romance), regia di Clarence Brown (1930)
- Volubilità (Strangers May Kiss), regia di George Fitzmaurice (1931)
- Laughing Sinners, regia di Harry Beaumont (1931)
- Five and Ten, regia di Robert Z. Leonard (1931)
- Nell'oasi del terrore (The Unholy Garden), regia di George Fitzmaurice (1931)
- Proibito (Forbidden), regia di Frank Capra (1932)
- Chi la dura la vince (The Passionate Plumber), regia di Edward Sedgwick (1932)
- Arsenio Lupin (Arsène Lupin), regia di Jack Conway (1932)
- Scarface - Lo sfregiato (Scarface), regia di Howard Hawks (1932)
- Red-Headed Woman, regia di Jack Conway (1932)
- Il professore (Speak Easily), regia di Edward Sedgwick (1932)
- La scomparsa di miss Drake (Okay America!), regia di Tay Garnett (1932)
- Prosperity, regia di Sam Wood (1932)
- Addio alle armi (A Farewell to Arms), regia di Frank Borzage (1932)
- Il giardino del diavolo (Central Park), regia di John G. Adolfi (1932)
- Rasputin e l'imperatrice (Rasputin and the Empress), regia di Richard Boleslawski e Charles Brabin (1932)
- I milioni... che disgrazia! (They Just Had to Get Married), regia di Edward Ludwig (1932)
- Viva la birra (What! No Beer?), regia di Edward Sedgwick (1933)
- Ma che cos'è quest'Africa! (So This Is Africa), regia di Edward F. Cline (1933)
- Fra Diavolo (The Devil's Brother), regia di Hal Roach e Charley Rogers (1933)
- Sfidando la vita (Laughing at Life), regia di Ford Beebe (1933)
- Il suo ufficiale di marina (Her First Mate), regia di William Wyler (1933)
- Too Much Harmony, regia di A. Edward Sutherland (1933)
- Il gatto e il violino (The Cat and the Fiddle), regia di William K. Howard (1934)
- Viva Villa!, regia di Jack Conway (1934)
- The Black Cat, regia di Edgar G. Ulmer (1934)
- Il tempio del dottor Lamar (Kiss and Make-Up), regia di Harlan Thompson (1934)
- Il rifugio (Hide-Out), regia di W. S. Van Dyke (1934)
- Una notte d'amore (One Night of Love), regia di Victor Schertzinger (1934)
- La vedova allegra (The Merry Widow), regia di Ernst Lubitsch (1934)
- Lo specchio della vita (Imitation of Life), regia di John M. Stahl (1934)
- The Man Who Reclaimed His Head, regia di Edward Ludwig (1934)
- La vita notturna degli dei (Night Life of the Gods), regia di Lowell Sherman (1935)
- Lo scandalo del giorno (After Office Hours), regia di Robert Z. Leonard (1935)
- È scomparsa una donna (Three Kids and a Queen), regia di Edward Ludwig (1935)
- Al di là delle tenebre (Magnificent Obsession), regia di John M. Stahl (1935)
- Una povera bimba milionaria (Poor Little Rich Girl), regia di Irving Cummings (1936)
- Due nella folla (Two in a Crowd), regia di Alfred E. Green (1936)
- Il magnifico bruto (Magnificent Brute), regia di John G. Blystone (1936)
- L'inferno del jazz (Top of the Town), regia di Ralph Murphy (1937)
- Buona notte amore! (Make a Wish), regia di Kurt Neumann (1937)
- Mischa il fachiro (Manhattan Merry-Go-Round), regia di Charles Reisner (1937)
- Viva l'allegria (Everybody Sing), regia di Edwin L. Marin (1938)
- Pattuglia sottomarina (Submarine Patrol), regia di John Ford (1938)
- Che succede a San Francisco? (The Lady and the Mob), regia di Benjamin Stoloff (1939)
- Sono colpevole (I Stole a Million), regia di Frank Tuttle (1939)
- Inferno dei Tropici (Rio), regia di John Brahm (1939)
- L'uomo che parlò troppo (The Man Who Talked Too Much), regia di Vincent Sherman (1940)
- Il bazar delle follie (The Big Store), regia di Charles Reisner (1941)
- La taverna delle stelle (Stage Door Canteen), regia di Frank Borzage (1943)
- Sotto le stelle di Hollywood (Thank Your Lucky Stars), regia di David Butler (1943)
- L'ottava meraviglia (Once Upon a Time), regia di Alexander Hall (1944)
- Caccia al fantasma (Ghost Catchers), regia di Edward F. Cline (1944)
- Una campana per Adano (A Bell for Adano), regia di Henry King (1945)
- Due marinai e una ragazza (Anchors Aweigh), regia di George Sidney (1945)